# Coheed and Cambria
Coheed and Cambria is een Amerikaanse progressieve-rockband uit Nyack, New York. De band werd opgericht in 1995, maar begon de naam Coheed and Cambria pas te gebruiken in 2001. Hiervoor gebruikten ze de namen Shabütie en, voor een korte periode, Beautiful Loser.

## Biografie

### Shabütie (1995-2001)
In maart 1995 gingen Claudio Sanchez en Travis Stever's bands Toxic Parents uit elkaar. Ze richtten samen met Nate Kelley hierop de band Beautiful Loser op. Stever was zanger en gitarist, Sanchez gitarist, Kelley drummer en Jon Carleo kwam erbij als bassist. In juni van dat jaar ging de band al uit elkaar. Stever verliet de band, die verderging als een trio onder de naam Shabütie.
De band experimenteerde met tal van stijlen: punkrock, indierock, akoestische rock, funk en heavy metal. Carleo verliet de band in augustus 1996 en werd vervangen door Michael Todd. Hij was oorspronkelijk een gitarist maar ging in Shabütie basgitaar spelen. Ze waren in deze periode erg productief: ze schreven een hele hoop nummers en brachten hun eerste studio-demo Plan to take over the world uit. In 1999 werd de Penelope EP uitgebracht, waarna Stever opnieuw bij de band kwam.
Kelly vertrok uit de band tijdens een optreden in 1999, overstuur omdat de band dronken was. Josh Eppard verving hem. De band bracht in 2000 Delirium Trigger uit. Ze zouden met deze bezetting doorgaan tot Dave Parker bij de band kwam als live-muzikant in 2005.

### Coheed and Cambria (2001-2006)
Een aantal nummers die op Delirium trigger voorkwamen, waren een deel van het sciencefictionverhaal The.bag.on.line adventures, geschreven door Sanchez. Later zou dit The amory wars gaan heten. De band veranderde haar naam naar Coheed and Cambria and ging het verhaal gebruiken als concept voor hun volgende albums.
In februari 2002 kwam The Second Stage Turbine Blade uit, het eerste "studio-album" van de band op Equal Vision Records. Ondanks dat deze cd als een volwaardige en samenhangende cd beschouwd wordt, is dit eigenlijk meer een compilatie van eerdere opnamen die opnieuw gemasterd zijn. Invloeden voor deze cd zijn O.A. At the Drive-In en Led Zeppelin. Hiernaast maakte Dr. Know van de GoGos en ex-lid van Bad Brains een gastoptreden op het album. Daarnaast werden de nummers "Delirium trigger", "33" en "Junesong provision" van Delirium trigger herwerkt. De eerste single en video van het album was "Devil in Jersey City". Er volgden veel verwijzingen naar Rush door de hoge vocalen van Sanchez en de technische aard van de muziek. De band kreeg voornamelijk aandacht vanuit de underground. Ze konden toeren in het Verenigd Koninkrijk en Japan en speelden op de Warped Tour in 2002.
Na tours met onder andere Breaking Pangea en The Used bracht de band het tweede studio-album In keeping secrets of silent earth:3 uit in oktober 2003, opnieuw op Equal Vision. Singles van dit album waren "A favor house atlantic" en "Blood red summer", beide video's werden op MTV gespeeld. De band toerde onder anderen met Thursday, Thrice, A.F.I. en Rainer Maria. Hiernaast speelden ze ook nog op de Warped Tour en een beperkt aantal Europese shows. In augustus 2004 werd een show in de Starland Ballroom in New Jersey gefilmd en werd in maart 2005 uitgebracht als de eerste live-DVD van de band, Live at the Starland Ballroom.
Hierna maakten ze nog een aantal tours, maar begonnen te werken aan hun debuut voor Columbia Records, Good apollo, I'm burning star IV, volume I: from fear through the eyes of madness. Het album verkocht ongeveer één miljoen exemplaren en er werden drie singles van uitgebracht: "Welcome home", "The suffering" en "Ten speed (of God's blood and burial)". Hun stijl evolueerde op dit album meer naar progressieve rock. Ze toerden hierna met The Blood Brothers, Circa Survive, Head Automatica en Avenged Sevenfold. Na deze tours brachten ze hun tweede live-DVD The last supper: Live at Hammerstein Ballroom.

### Wisselingen in de bezetting enNo world for tomorrow(2006- )
In november 2006 werd aangekondigd dat Josh Eppard en Michael Todd de band hadden verlaten om persoonlijke redenen. In april 2007 kwam Todd echter terug bij de band, waardoor hij toch nog mee het volgende album kon opnemen. Chris Pennie, eerder al drummer bij The Dillinger Escape Plan, kwam bij de band om Eppard te vervangen. Op het album speelde Taylor Hawkins, drummer bij de Foo Fighters, de drums in.
Het album Good apollo, I'm burning star IV, Volume two: No world for tomorrow kwam uit in oktober 2007. De eerste single van het album was "The running free" en kwam uit in augustus 2007. Ze waren de headline tijdens de Warped Tour, speelden een aantal optredens in Europa en Zuid-Amerika en toerden in de herfst met Clutch en The Fall of Troy, en in 2008 met Linkin Park in de Verenigde Staten en met Madina Lake, Fightstar en Circa Survive in het Verenigd Koninkrijk. 

## Bezetting
- Claudio Sanchez – lead vocals, gitaar (1995–nu)
- Travis Stever – gitaar, lap steel gitaar (1995, 1999–nu) lead vocals (1995) backing vocals (1999–present)
- Josh Eppard – drums, backing vocals, keyboards (2000–2006, 2011–nu)
- Zach Cooper – bas, backing vocals, cello (2012–present)

### Voormalige bandleden
- Jon Carleo – basgitaar (1995–1996)
- Nate Kelley – drums, backing vocals percussion (1995–2000)
- Michael Todd – basgitaar, backing vocals (1996–2006, 2007–2011)
- Chris Pennie – drums, percussie (2007–2011)

## Discografie

### Albums
| Album met eventuele hitnotering(en) in de Nederlandse Album Top 100                 | Datum van verschijnen | Datum van binnenkomst | Hoogste positie | Aantal weken | Opmerkingen   |
| ----------------------------------------------------------------------------------- | --------------------- | --------------------- | --------------- | ------------ | ------------- |
| The second stage turbine blade                                                      | 05-02-2002            | -                     | -               | -            |               |
| In keeping secrets of silent earth: 3                                               | 07-10-2003            | -                     | -               | -            |               |
| Live at Lazonarosa ep                                                               | 22-06-2004            | -                     | -               | -            | Livealbum     |
| Good apollo, I'm burning star IV: volume one: From fear through the eyes of madness | 20-09-2005            | -                     | -               | -            |               |
| Kerrang!/XFM UK acoustic sessions                                                   | 2006                  | -                     | -               | -            | Livealbum     |
| Good apollo, I'm burning star IV, volume two: No world for tomorrow                 | 23-10-2007            | -                     | -               | -            |               |
| Neverender 12%                                                                      | 26-02-2009            | -                     | -               | -            | Ep            |
| Year of the black rainbow                                                           | 09-04-2010            | -                     | -               | -            |               |
| The afterman: Ascension                                                             | 05-10-2012            | -                     | -               | -            |               |
| The afterman: Descension                                                            | 05-02-2013            | -                     | -               | -            |               |
| The Essential                                                                       | 17-07-2015            | -                     | -               | -            | Verzamelalbum |
| The color before the sun                                                            | 16-10-2015            | -                     | -               | -            |               |
| Vaxis – act I: The unheavenly creatures                                             | 05-10-2018            | -                     | -               | -            |               |

### Dvd's
| Dvd's met hitnoteringen in de DVD Top 30 | Datum van verschijnen' | Datum van binnenkomst | Hoogste positie | Aantal weken | Opmerkingen |
| ---------------------------------------- | ---------------------- | --------------------- | --------------- | ------------ | ----------- |
| Neverender: Children of the fence        | 20-03-2009             | -                     | -               | -            |             |